# Барали
Бара̀ли (на италиански: Barrali; на сардински: Barrabi, Бараби) е село и община в Южна Италия, провинция Южна Сардиния, автономен регион и остров Сардиния. Разположено е на 140 m надморска височина. Населението на общината е 1123 души (към 2010 г.).